# Jean Paul
Johann Paul Friedrich Richter (cunoscut ca Jean Paul) (n. 21 martie 1763, Wunsiedel, Bayerischer Reichskreis⁠(d), Germania – d. 14 noiembrie 1825, Bayreuth, Franconia Superioară, Regatul Bavariei) a fost un prozator romantic german.
A impus romanul în literatura germană.
Opera sa alternează planul real cu cel imaginar, ironia acidă cu efuziunea lirică, într-o deosebită diversitate de asociații și tonalități sufletești, configurând caractere singulare, pronunțat individuale.
A fost un remarcabil stilist, creator de sugestii subtile, atmosferă și portrete de mare sensibilitate.

## Opera
- 1793: Viața fericitului învățătoraș Maria Wuz din Auenthal ("Leben des vergnügten Schulmeisterlein Maria Wutz in Auenthal");
- 1793: Loja invizibilă ("Die unsichtbare Loge");
- 1795: Hesperus;
- 1796 Viața lui Quintus Fixlein ("Leben des Quintus Fixlein")
- 1803: Titan.